# Ctenorillo buddelundi
Ctenorillo buddelundi är en kräftdjursart som beskrevs av Karl Wilhelm Verhoeff 1942. Ctenorillo buddelundi ingår i släktet Ctenorillo och familjen Armadillidae. Inga underarter finns listade i Catalogue of Life.